# Forte Tagliata delle Fontanelle
Il forte Tagliata delle Fontanelle è stata una fortezza militare costruita a difesa del confine italiano contro l'Impero austro-ungarico. Il forte si trova nel territorio comunale di Valbrenta, presso la frazione Primolano.
Nei pressi si trova anche il Forte Tagliata della Scala.

## Storia
L'opera faceva parte dello sbarramento Brenta-Cismon. Come il vicino forte della Scala non ebbe parte alcuna nel conflitto e venne abbandonato dagli italiani in seguito alla battaglia di Caporetto.